# Florida (Massachusetts)
Florida – miasto w Stanach Zjednoczonych, w stanie Massachusetts, w hrabstwie Berkshire.